# Пикскилл
Пикскилл (англ. Peekskill) — город в округе Уэстчестер штата Нью-Йорк
, США. Находится на восточном побережье, расположен вдоль восточной стороны реки Гудзон. Население города в 2016 году — 24 053 человека.
Пикскилл был промышленным центром, известный главным образом производством железных плугов и печных изделий. Компания Binney & Smith, в настоящее время являющаяся производителем художественных изделий под брендом Crayola, была основана в 1864 году как химическая компания Peekskill Chemical Company.
Город получил печальную известность, связанную с Пикскиллскими беспорядками 1949 года, избиением чернокожих зрителей полицией, пришедших на благотворительные концерты Пола Робсона в пользу Конгресса гражданских прав, хотя основное нападение после сентябрьского концерта произошло в соседнем Ван-Кортландтвилле.

## География
Пикскилл расположен в северо-западной части округа Уэстчестер в столичном районе (пригороде Нью-Йорка) и находится к северу от Бронкса.
По данным Бюро переписи населения США, город занимает площадь в 14 км², из которых 11 км² — это суша и 2,8 км² (20,99 %) занимают водные объекты. Пикскилл граничит с городом Кортландт (Нью-Йорк) и рекой Гудзон. Через Пикскилл протекает ручей Пикс-Крик.

## Демография
По данным переписи населения США 2010 года в городе проживало 23 583 человека, из них 35,8 % белых, 21,4 % чернокожих, 0,2 % коренных американцев, 2,9 % азиатов, меньше 0,1 % жителей островов Тихого океана, 0,3 % лиц какой-либо другой расы и 2,5 % метисов. 36,9 % населения составляли латиноамериканцы любой расы.

## Известные жители
- Джордж Патаки — бывший губернатор Нью-Йорка (1995—2006). Был мэром Пикскилла с 1981 по 1984[4].
- Мел Гибсон (род. в 1956) — австралийский и американский актёр, кинорежиссёр, сценарист и продюсер.
- Генри Уорд Бичер (1813—1887) — американский религиозный деятель, брат писательницы Гарриет Бичер-Стоу.
- Мозес С. Бич (англ. Moses S. Beach) — издатель газеты New York Sun, один из инициаторов создания новостного агентства Associated Press (AP).
- Том Корагессан Бойл (род. в 1948) — американский писатель.
- Пол Рубенс (род. в 1952) — американский актёр-комик, сценарист и продюсер.
- Стэнли Туччи (род. в 1960) — американский актёр, кинопродюсер и режиссёр.
- Элтон Тайрон Брэнд (род. в 1979) — американский профессиональный баскетболист, выступивший в НБА.
- Киртанананда Свами (род. в 1937) — американский кришнаитский гуру и проповедник.
- Хэйуорд Бёрнс окончил среднюю школу Пикскилла, позднее был редактором Harvard Law Review, помогал разработать конституцию Южной Африки.[4]
- Джон Лесли (род. в 1915) — работал в IBM в 1957 году, когда придумал, что компьютер может подготовить налоговую декларацию; автор к первой полностью произведённой на компьютере и напечатанной налоговой декларации, которую приняло Налоговое управление США в 1971 году.[4]
- Херб Тримп (1939—2015) — художник комиксов, автор The Incredible Hulk[англ.] (1970-е) и персонажа Росомаха.[4]
- Бенджамин Ричард Чивилетти (род. в 1935) — генеральный прокурор США с 1979 по 1981 год, первый италоамериканец, который стал генеральным прокурором.
- Абель Феррара (род. в 1951) — американский кинорежиссёр, сценарист и клипмейкер.
- Лаймен Фрэнк Баум (1856—1919) — американский писатель, классик детской литературы, создатель волшебной страны Оз.
- Джеки Глисон (1916—1987) — американский комедийный актёр и музыкант.